# Нацмеж (Славенський повіт)
Нацмеж (пол. Nacmierz) — село в Польщі, у гміні Постоміно Славенського повіту Західнопоморського воєводства.
Населення — 361 особа (2011).
У 1975—1998 роках село належало до Слупського воєводства.

## Демографія
Демографічна структура станом на 31 березня 2011 року:
|          | Загалом | Допрацездатний вік | Працездатний вік | Постпрацездатний вік |
| -------- | ------- | ------------------ | ---------------- | -------------------- |
| Чоловіки | 192     | 40                 | 139              | 13                   |
| Жінки    | 169     | 32                 | 106              | 31                   |
| Разом    | 361     | 72                 | 245              | 44                   |